# タイス (古代ギリシアの遊女)

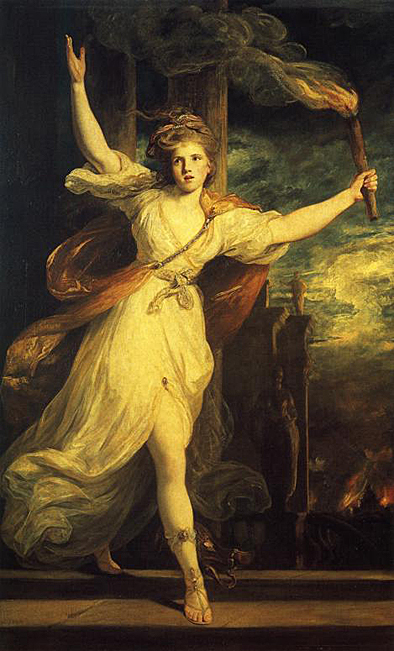
ペルセポリスの宮殿破壊を主導するタイスを描いた1781年のジョシュア・レノルズの絵画「タイス」

タイス(ギリシア語: Θαΐς) はアレクサンドロス3世の遠征に付き従った著名な古代ギリシアのヘタイラであり、伝承によればペルセポリスが炎上するきっかけを作った人物として知られている。当時タイスはアレクサンドロス大王に仕える将軍であったプトレマイオス1世の恋人であった。アレクサンドロス大王がタイスをそばに置くのを好んでいたという記述から、アレクサンドロス大王の恋人でもあった可能性が示唆されているが、これは単にタイスと過ごすのを楽しんでいたという意味かもしれず、詳細ははっきりしない。タイスは非常に機智に富んでおり、人を楽しませるのが得意な人物だったと言われている。アテナイオスによると、アレクサンドロス大王の死後、プトレマイオスはタイスと結婚した可能性があり、子供が3人生まれた。

## ペルセポリス炎上
タイスはアテネ出身の遊女で、アレクサンドロス3世の遠征に付き従っていた。紀元前330年にアケメネス朝の王家の住居であったペルセポリスの宮殿をアレクサンドロスが破壊した際、タイスが王に宮殿を燃やすよう進言したという。古代の著述家で詳しくこのペルセポリス破壊に触れている5名のうち、シケリアのディオドロス、プルタルコス、クルティウス・ルフス、アテナイオスが、破壊はタイスの提案で行われたと記している。最も古い記録であるディオドロス『歴史叢書』第17巻第72章によると、タイスは酒宴の最中に「もしもアレクサンドロス様が私たちと一緒に行列を組んで宮殿に火を放ち、女たちの手でペルシア人の栄華を一瞬のうちに消してしまったら、王様がアジアで成し遂げた偉業の中で最高のものになるでしょう」と述べた。ディオドロスによると、これはクセルクセス1世がペルシア戦争でアクロポリスにあるアテーナーの神殿（現在のパルテノン神殿の場所にあった）を燃やしたことへの報復だという。
この時はタイスはアレクサンドロス3世の恋人であったと考えるむきもあり、T・D・オグデンはプトレマイオスは後でタイスを自分の恋人にしたと示唆しているが、一方でタイスは常にプトレマイオスにつき従う恋人だったと信じる者もいる。

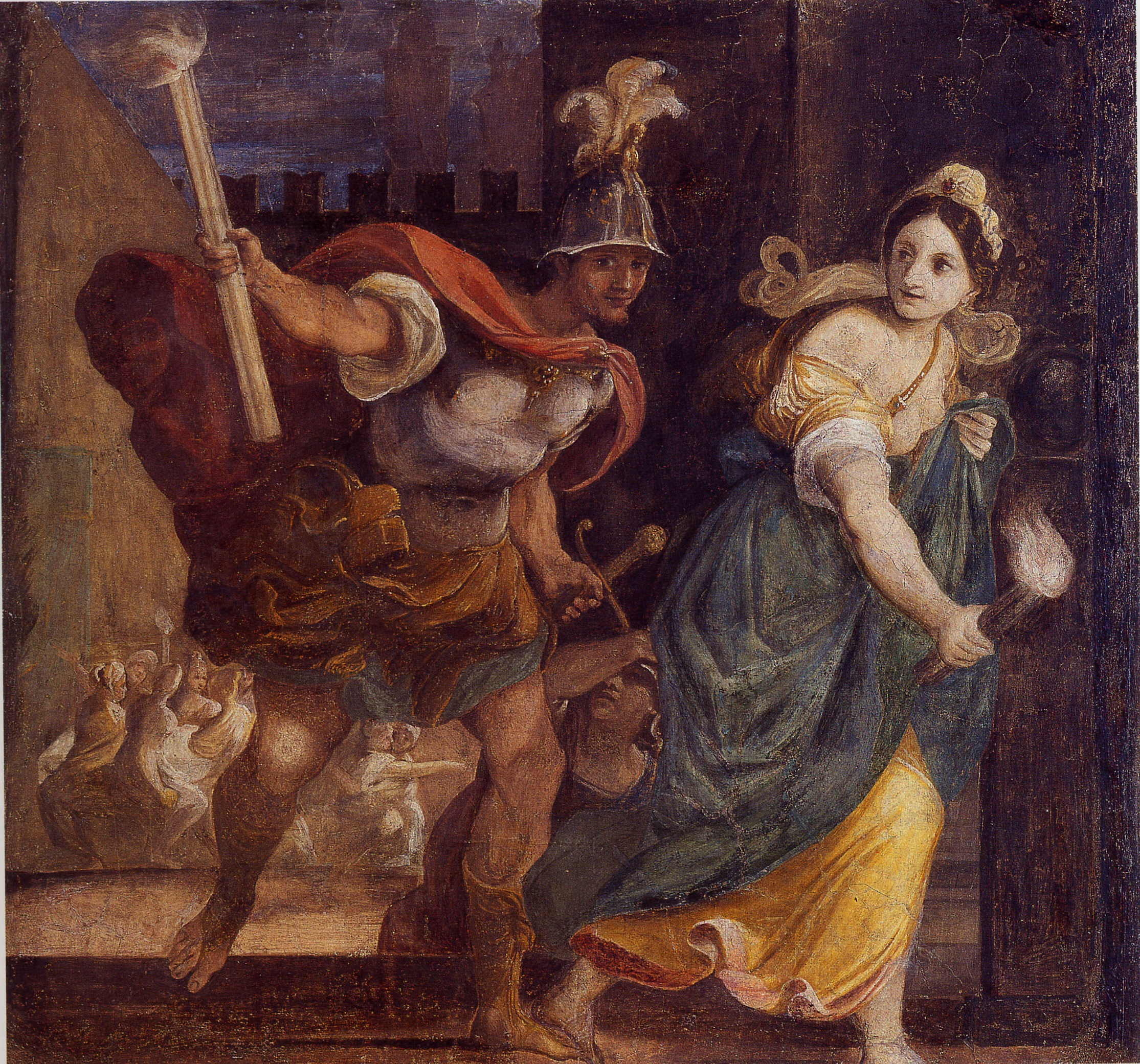
1592年にルドヴィコ・カラッチが描いた、タイスがアレクサンドロスに火を放つよう仕向ける様子を描いた絵画

## その後の人生
タイスのその後の人生についてははっきりわかっていない。アテナイオスによるとタイスはアレクサンドロス3世の死後にエジプトの王となった恋人プトレマイオスと結婚した。実際に正式に結婚していなかったとしても、2人の関係は「ほぼ法的なもの」と見なされていたように考えられる。タイスとプトレマイオスの間には、ラゴスとレオンティスコスという2人の息子とエイレネという娘が1人生まれた。この子供のうち、少なくとも2人はアレクサンドロスが亡くなる前に生まれていた可能性がある。レオンティスコスはエイレネとともにキプロス島にいたようであり、紀元前306年か307年頃にデメトリオス1世がキプロスに侵攻した際に捕虜となった後、プトレマイオスのもとに送り返された。エイレネはキプロス島のソロイの王だったエウノストスと結婚したという。タイスが亡くなった日時は不明である。 

## 芸術作品に描かれたタイス

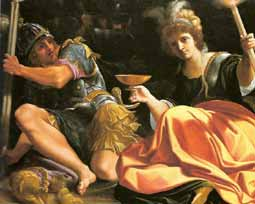
ルドヴィコ・カラッチの「アレクサンドロスとタイス

### 古典地中海文学
プビリウス・テレンティウス・アフェルの芝居『宦官』にはタイスという名前の女性が主人公として出てくる。この芝居のタイスに関する台詞はマルクス・トゥッリウス・キケローの『友情について』第98節で引用されている。オウィディウスの『惚れた病の治療法』 (383) ではタイスが忠実な妻の鑑たるアンドロマケと対比されているが、藤井昇の訳注によると、これは直接的には『宦官』に出てくるタイスを指しているかもしれない。
アテナイオスの『食卓の賢人たち』には、同一人物ではないかと思われるタイスが言ったという発言が記録されている。

### 13～17世紀の文芸

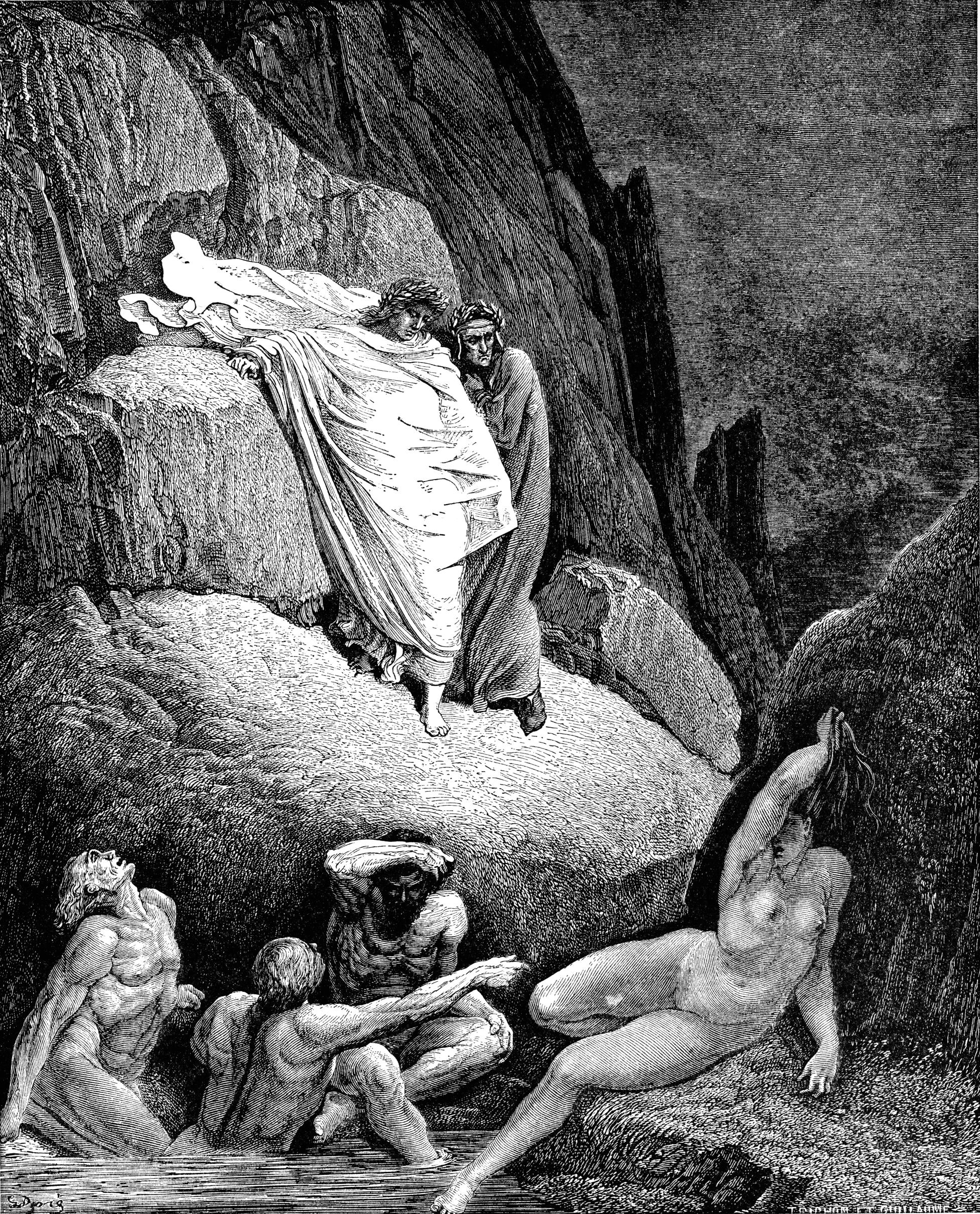
ダンテ・アリギエーリとウェルギリウスが地獄でタイスを見ている。ギュスターヴ・ドレによる『神曲』地獄篇の挿絵。

ダンテ・アリギエーリの『神曲』地獄篇第18歌133-136行目ではタイスと呼ばれるキャラクターが地獄の旅の途中で登場する。ただし、罪のために地獄で罰されている『神曲』の娼婦タイスがアレクサンドロスの遠征に従ったタイスと同一人物なのかについてはあまり明確に描かれていない。原基晶の『神曲』訳注によると、『宦官』に登場するタイスともあまり記述に類似点が見られない。
ボローニャ派の画家ルドヴィコ・カラッチはタイスを描いた絵を少なくとも2枚残している。
クリストファー・マーロウの『フォースタス博士』では、神聖ローマ帝国カール5世を楽しませる余興としてアレクサンドロス大王とその愛人が召喚されるが、この愛人はおそらくタイスであろうと言われている。

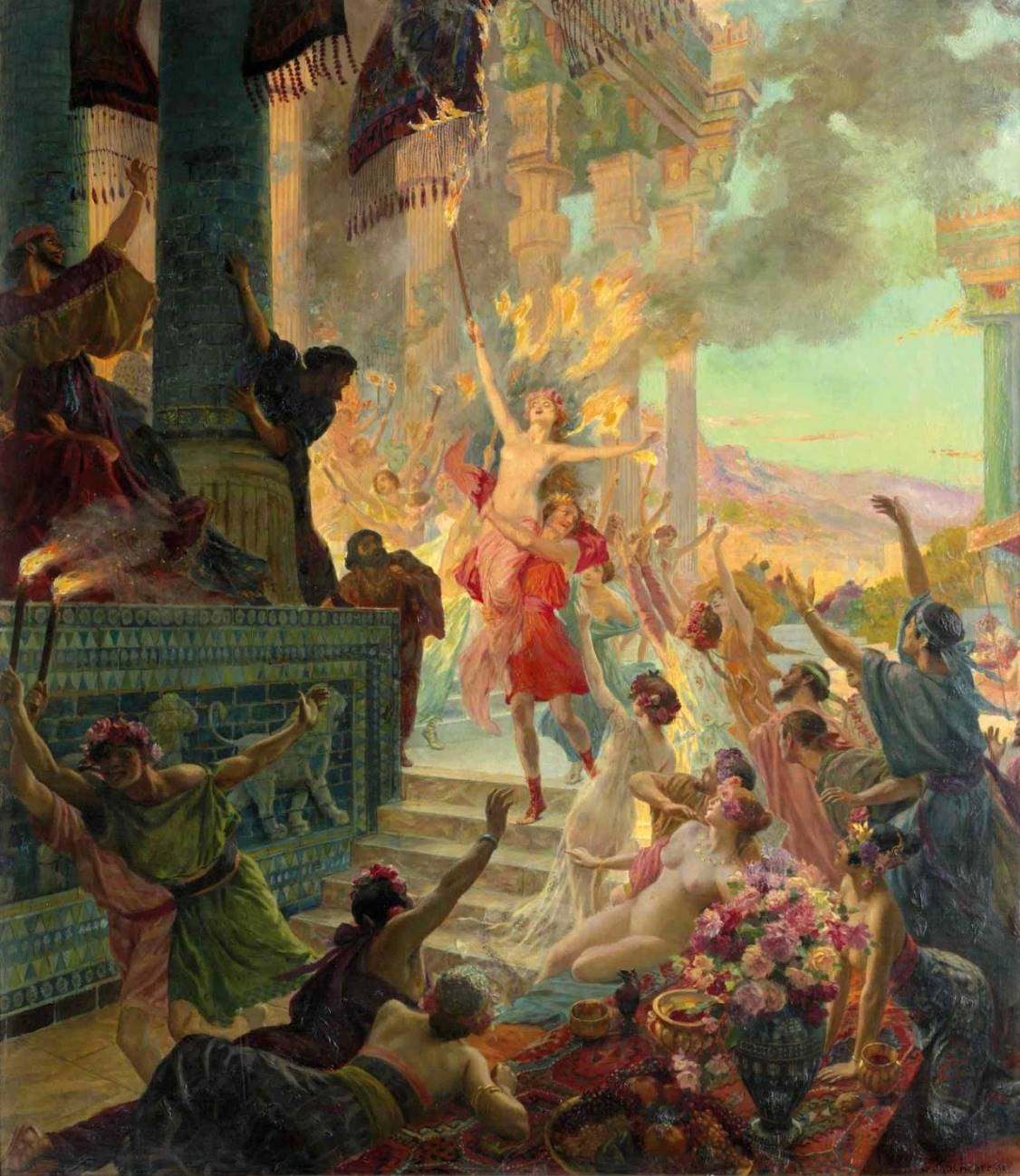
ジョルジュ・ロシュグロスの「ペルセポリス炎上」（1890）では、アレクサンドロス大王が松明を持つタイスを抱き上げている。

ジョン・ドライデンの詩「アレクサンダーの饗宴」(1697) にはアレキサンダーの恋人としてタイスが登場する。後にこの詩はジョージ・フレデリック・ヘンデルにより音楽がつけられ、オラトリオ『アレクサンダーの饗宴』 となった。
ロバート・ヘリック (1591-1674) の詩 「どんな女性を恋人にしたいだろうか」("What Kind of Mistress He Would Have") は、「私にとっては昼は一日中ルクレティア/夜はタイスであれ/私を飢えさせることも飽かすこともないので/そうであってほしい」 という詩句で終わっている。

### 18世紀以降代
1781年、ジョシュア・レノルズはペルセポリスの宮殿を破壊するタイスを描いた絵画「タイス」をロンドンのロイヤル・アカデミー・オブ・アーツで展示した。現在、この絵はワデスドン・マナーに所蔵されている。絵のモデルは当時の高級娼婦であったエミリー・ウォレンだと考えられている。1792年にフランチェスコ・バルトロッツィが作ったこの絵の版画も出版された。
1931年11月6日にソビエトの天文学者グリゴリー・ニコラエヴィチ・ネウイミンがクリミア半島のシメイズ天文台で発見した小惑星は、このタイスに因んでタイスと名付けられた。
1972年に、タイスの生涯を描いたロシアの作家イワン・エフレーモフの歴史小説『アテネのタイス』が刊行された。この小説はロシアでは人気があり、そのためタイスはロシアでは比較的よく知られている。